# Konrad Alberti

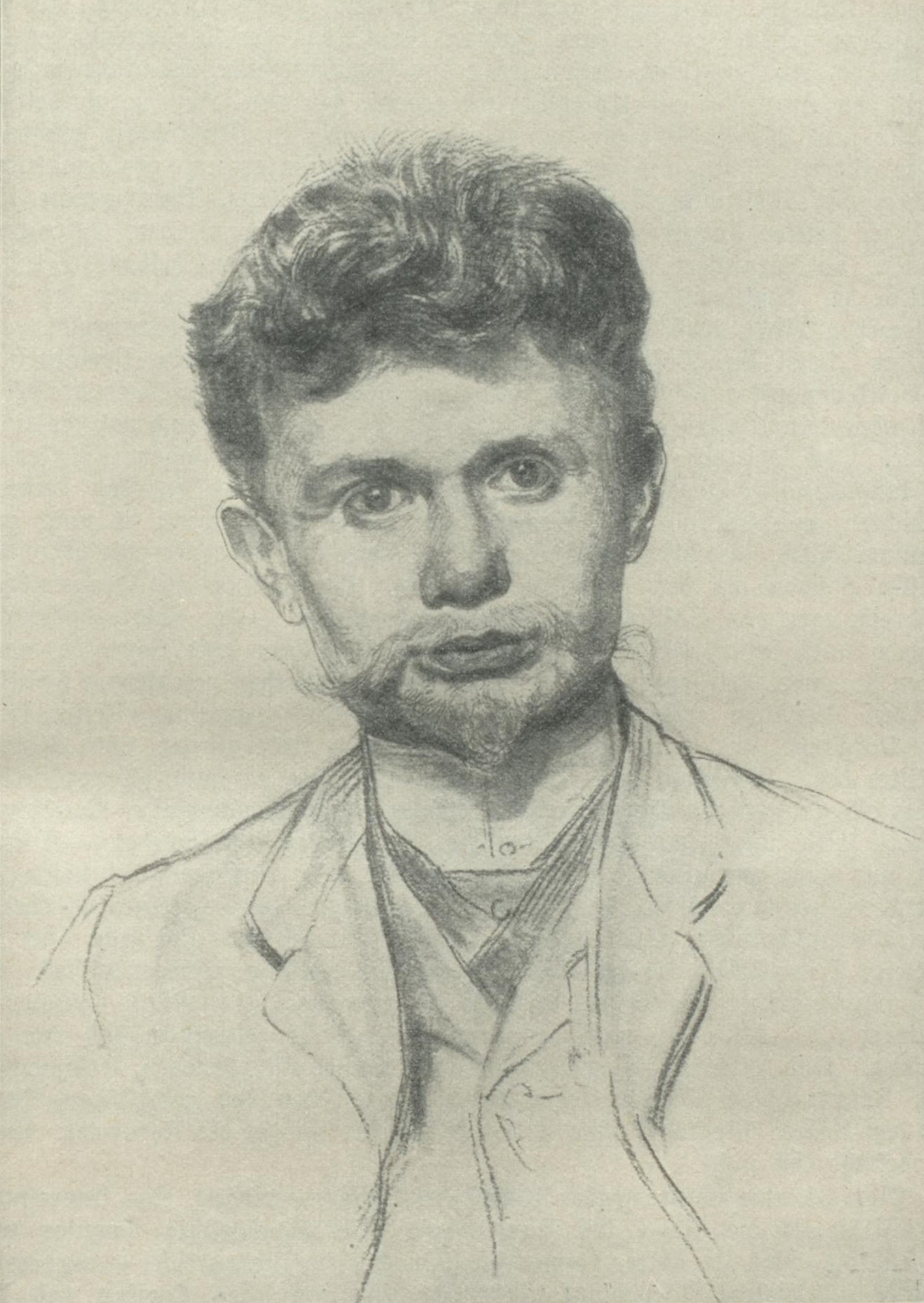
Ismael Gentz: Konrad Alberti (1891)

Konrad Alberti oder Conrad Alberti (* 9. Juli 1862 in Breslau; † 24. Juni 1918 in Berlin; geboren als Conrad Sittenfeld) war ein deutscher Schriftsteller, Biograf, Literaturhistoriker und Chefredakteur der Berliner Morgenpost.

## Leben und Schaffen
In seiner Geburtsstadt Breslau besuchte Alberti das Friedrichsgymnasium. Anschließend begann er sein Studium der Literatur- und Kunstgeschichte an der Schlesischen Friedrich-Wilhelms-Universität. Nach seinem Studium reiste er als Schauspieler mit Wanderbühnen umher, überdies war er als freier Schriftsteller tätig und arbeitete etwa um die Jahrhundertwende für die Berliner Morgenpost. Aufsehen erregte Alberti vor allem als Fürsprecher des Naturalismus, so veröffentlichte er in den letzten Jahrzehnten des 19. Jahrhunderts unter anderem Polemiken, die sich in erster Linie gegen Klassiker und das zeitgenössische Theater richteten und gab ausgezeichnete Bestimmungen zur naturalistischen Theoriebildung und zur ästhetischen Theoriebildung. Albertis schriftstellerisches Schaffen begann etwa 1884 als „Herr L’Arronge und das Deutsche Theater“ erscheint. In den Jahren 1885 und 1886 veröffentlichte er seine Biographien über Bettina von Arnim, Gustav Freytag und Ludwig Börne, eine biographisch-literarische Studie zur Feier seines hundertsten Geburtstages. Ab 1886 begann Konrad Alberti mit der Veröffentlichung diverser Romane, die sich kritisch mit sozialen Missständen auseinandersetzen. 1887 veröffentlichte Alberti „Plebs: Novellen aus dem Volke“. Unter anderem erschien 1888 „Wer ist der Stärkere“, der zur sechsteiligen Romanfolge „Der Kampf ums Dasein“ (1888–1895) gehört. Diese Romanfolge stellt das Hauptwerk des Schriftstellers dar. Im gleichen Jahr erschien sein Drama „Brot! Ein soziales Schauspiel in fünf Akten“. 1889 entwickelte er eine Linie vorbildhafter historischer Vorgänge für die Gegenwart, um der naturalistischen Bewegung, die den historischen Stoff ablehnte, eine Einbindung in die Geschichte zu verschaffen. Er spannte dabei historisch einen Bogen von den Gracchen über Thomas Müntzer bis zur Französischen Revolution. 1890 wurde Alberti zusammen mit Wilhelm Walloth und anderen Schriftstellern im Leipziger Realistenprozess wegen Unsittlichkeit angeklagt. Seine Verurteilung lenkte die Aufmerksamkeit der Öffentlichkeit auf sein schriftstellerisches Schaffen. Im Jahr 1898 wurde Alberti zum Chefredakteur der Berliner Morgenpost ernannt. Im gleichen Jahr erschien seine populärwissenschaftliche Abhandlung über die Fortschrittsgeschichte „Der Weg der Menschheit“ sowie das Drama „Im Suff“, eine naturalistische Spital-Katastrophe in zwei Vorgängen und einem Nachgang. Ein Jahr später erfolgte die Veröffentlichung von „Bei Freund und Feind“. Im Jahr 1911 erschien „Ablösung VOR!“, eines der letzten Werke des Schriftstellers.

## Weibliches Bürgertum
Die Rolle der Frau ist ein oft angesprochenes Thema in Albertis Werken, so ist für ihn besonders der schlechte Einfluss der Frauen der Bourgeoisie für den literarischen Niedergang mitverantwortlich. Er kritisiert in diesem Zusammenhang vor allem die mangelnde Bildung der so genannten Töchterschule und plädiert deswegen für eine Berufsausbildung und den Hochschulzugang für Frauen. Weiterhin kritisiert er den „realitätsfernen Zeitvertreib“ und den von Müßiggang geprägten Alltag vieler wohlhabender Ehefrauen aus dem Bürgertum. Alberti versinnbildlicht die „Trivialität“ der „Frauenliteratur“ mit dem Begriff der „Mode“ und übt Kritik an der scheinbaren bürgerlichen Moral, die widersprüchlich zur Frivolität der Lektüre der Frauen aus dem Bürgertum sei. Seine Kritik bezieht sich auf die Werke Lindaus und Heyses und vor allem auf die „schmutzigen Pariser Romane“. Ähnlich wie Paul Ernst prangert Alberti die bürgerliche Ehefrau in erster Linie wegen luxuriösen und unsittlichen Lebenswandels und aufgrund ihrer Dekadenz an. Überdies erklärt er Flachheit, Trägheit und Konventionalismus zu den immer stärker werdenden „Frauenkrankheiten“. Das Weibliche steht, so Alberti, mit dem „Kranken“, „Frivolen“, dem „Gekünstelten“ und „Französischen“ im absoluten Gegensatz zum „Gesunden“, „Sittlichen“, dem „Natürlichen“ und „Germanischen“. Vor allem die bürgerliche Frauenbewegung ist ein Grund für Albertis Kritik an den bürgerlichen Ehefrauen seiner Zeit. In diesem Zusammenhang kritisiert Alberti auch Ibsens Werk „Nora“, das seiner Meinung nach die „Folgen duseliger Frauenerziehung“ repräsentiert. Als Abhilfe für die bürgerlichen Frauen sieht Alberti vor allen den Realismus als geeignet an; so befürwortet er dessen ästhetisches und weltanschauliches Konzept und hofft auf eine Verbannung der falschverstandenen gesetzlichen Emanzipation der Frau. In Die Bourgeoisie und die Kunst setzt er sich vor allem mit der Mode kritisch auseinander, die in seinen Augen die bürgerliche Kunst enorm auf Äußerlichkeiten reduziere. In seinen 1889 erschienenen Zwölf Artikeln des Realismus versucht er in besonderem Maße den Realismus von der konventionellen Literatur abzugrenzen. Er spricht sich gegen die Erotisierung des Pathologischen und gegen das feministische Ritual des Schminkens als „Falschheit“ und „Schablonenhaftigkeit“ aus und prangert damit die Scheinhaftigkeit dieser Zeit an. Seine Kritik an der Modeliteratur symbolisiert gleichermaßen auch seine Kritik am feministischen Modekult. Die von ihm kritisierte bürgerliche Doppelmoral steht sinnbildlich für die falsche Sittlichkeit der Ehefrauen und Töchter. Als Gegenspielerin zu bürgerlichem Luxus und Hedonismus erscheint Alberti die verpflichtete bürgerliche Ehefrau. Letztendendes hebt Alberti hervor, dass die Leserschaft des Bürgertums vorzugsweise weiblich ist und infolgedessen dem so genannten „Frauenkult“ verfallen ist, was Alberti als große Gefahr für die Position der Literatur im Realismus ansieht.

## Werke

### Kritische Schriften
- Herr L’Arronge und das deutsche Theater. Drei Briefe an eine Freundin. Schlicke, Leipzig 1884. (Digitalisat)
- Gustav Freytag, sein Leben und Schaffen. Schloemp, Leipzig 1884. (Digitalisat)
- Bettina von Arnim (1785–1859). Ein Erinnerungsblatt zu ihrem hundertsten Geburtstage. Wigand, Leipzig 1885. (Digitalisat)
- Ludwig Börne (1786–1837). Eine biographisch-literarische Studie zur Feier seines 100jährigen Geburtstags. Wigand, Leipzig 1886. (Digitalisat)
- Ohne Schminke. Wahrheiten über das moderne Theater. Pierson, Dresden/Leipzig 1887. (Digitalisat)
- Was erwartet die deutsche Kunst von Wilhelm II.? Zeitgemäße Anregungen. Friedrich, Leipzig 1888. (Digitalisat)
- Die Bourgeoisie und die Kunst.[1]
- Der moderne Realismus in der deutschen Literatur und die Grenzen seiner Berechtigung. Vortrag, gehalten im Deutschen Litteraturverein zu Leipzig. Verlags-Anstalt, Hamburg 1889.
- Die zwölf Artikel des Realismus. Ein literarisches Glaubensbekenntnis. 1889.[2]
- Natur und Kunst. Beiträge zur Untersuchung ihres gegenseitigen Verhältnisses. Friedrich, Leipzig 1890. (Digitalisat)
- Bei Freund und Feind. Kulturbilder. Friedrich, Leipzig 1891.
- Grobe Keile auf grobe Klötze. Epigramme von einem Wohlbekannten. Moderner Verlag, Berlin 1893. (Digitalisat)

### Novellen und Romane
- Riesen und Zwerge. Zwei Novellen. Friedrich, Leipzig 1886.
- Plebs. Novellen aus dem Volke. Friedrich, Leipzig 1887.

Die Romanreihe: Wer ist der Stärkere, Die Alten und die Jungen, Das Recht auf Liebe, Mode, Schröter und Komp., Maschinen vereint unter dem Titel: Der Kampf ums Dasein. (1888–1895, 6 Teile)
- Federspiel. Harmlose Geschichten. Friedrich, Leipzig 1890.
- Fahrende Frau. Roman. Freund & Jeckel, Berlin 1895.
- Die Rose von Hildesheim. Roman. Verein für deutsches Schrifttum, Berlin 1896.
- Die schöne Theotaki. Roman. Bong, Berlin 1899.
- Der Weg der Menschheit. 4 Bände. Vita, Berlin 1906.

### Dramen
- Brot! Ein soziales Schauspiel in 5 Akten. Friedrich, Leipzig 1888. Neu bearbeitet unter dem Titel Thomas Münzer 1902.
- Im Suff! Naturalistische Spital-Katastrophe in zwei Vorgängen und einem Nachgang. Cassirer & Danziger, Berlin 1890.
- Ein Vorurtheil. Schauspiel in 4 Akten. Cassirer & Danziger, Berlin 1893.
- Der goldene Käfig. 1895.[3]
- Der eigne Herd. Ein Vagantenstück. Ahn, Berlin/Köln/Leipzig 1905.

### Lustspiele
- Bluff. 1893.[4]
- Die Französin. 1894.[5]

### Sonstiges
- Die Schule des Redners. Ein praktisches Handbuch der Beredtsamkeit in Musterstücken. Wigand, Leipzig 1890.
- Die Eroberung der Erde. Der Weiße als Entdecker, Erforscher und Besiedler fremder Erdteile. Klassische Schilderungen, gesammelt von Conrad Alberti-Sittenfeld. Ullstein, Berlin 1909.

## Zitate
„Ein gutes Buch kommt nie in die Hände einer Berliner Dame, das flachste Gesudel eines Lindau, die parfümierten Süßigkeiten eines Heyse sind ihre gewohnte geistige Nahrung, neben den Berliner Klatschblättern.“

„Flachheit, Trägheit, Konventionalismus sind die sozialen Krankheiten an welchen unsere Damen leiden, die ihre maßlose Eitelkeit, ihre Vergnügungstollheit großziehen.“